# Ordre de Polaris
Pour les articles homonymes, voir Polaris.
L’Ordre de Polaris (en anglais : Order of Polaris) est une distinction attribuée par le temple de la renommée des transports du gouvernement du Yukon pour ses services méritoires dans le domaine de l'aviation pour : 
- Apport exceptionnel au Territoire du Yukon
- Service rendu au peuple du Territoire du Yukon ;
- Apport culturel unique au Territoire du Yukon.

L'Ordre de Polaris a été créé en 1973 d'honorer les membres du temple de la renommée qui ont survolés le Yukon.

## Éligibilité
Tous citoyen reconnu résident du territoire du Yukon est éligible à être nommé à l'Ordre de Polaris.

## Récipiendaires
Il y a eu jusqu'à ce jour 86 récipiendaires (incluant les Chanceliers) de l'Ordre du mérite Polaris.
- Agar, Carlyle Clare (Carl)
- Archibald, William Monroe
- Armstrong, Neil J.
- Audette, Julien Joseph
- Austin, John Alexander (Jack)
- Baker, Albert William (Bill)
- Baker, Ronald John
- Baker, Russell Francis
- Balchen, Bernt
- Baldwin, Frederick Walker (Casey)
- Bannock, Russell
- Barker, William George (Bill)
- Bazalgette, Ian Willoughby
- Bell, Alexander Graham
- Berry, Arthur Massey (Matt)
- Beurling, George Frederick (Buzz)
- Bishop, William Avery (Billy)
- Blakey, Thurston (Rusty)
- Brintnell, Wilfrid Leigh
- Bristol, Helen Marcelle Harrison
- Brown, Francis Roy
- Burbidge, Maurice (Moss)
- Burke, Carl Frederick
- Capreol, Erskine Leigh
- Caywood, Alfred Beebe (Alf)
- Collishaw, Raymond (Collie)
- Curtis, Wilfrid Austin
- Davoud, Paul Yettvart
- Dickins, Clennell Haggerston (Punch)
- Dodds, Robert Leslie (Bob)
- Douglas D.J[1].
- Fallow, Maurice D'Arcy Allen
- Fauquier, John Emilius (Johnny)
- Finland, George Harold (Mike)
- Forester, Norman Gladstone (Norm)
- Fowler, Walter Warren (Walt)
- Fox, Thomas Payne (Tommy)
- Foy, James Henry
- Franks, Wilbur Rounding
- Fraser, Douglas Cowan
- Fullerton, Elmer Garfield
- Garratt, Philip Clarke (Phil)
- Gilbert, Walter Edwin
- Godfrey, Albert Earl
- Graham, Stuart
- Grandy, Roy Stanley (Bill)
- Gray, Robert Hampton
- Hartman, Paul Albert
- Hayter, Henry Winston (Harry)
- Hobbs, Basil Deacon
- Hollick-Kenyon, Herbert (Bertie)
- Hopson, Herbert
- Hornell, David Ernest
- Howe, Clarence Decatur
- Hutt, Albert Edward
- Jewitt, William Gladstone
- Kennedy, Harry Marlowe
- Knox, Wilbert George Melvin (Mel)
- Lawrence, Thomas Albert
- Leckie, Robert
- Leigh, Zebulon Lewis (Lewie)
- Lilly, Alexander John (Al)
- Lothian, George Bayliss
- Lucas, Joseph Henry
- MacDougall, Frank Archibald
- MacGill, Elizabeth Muriel Gregory (Elsie)
- MacInnis, Gerald Lester (Gerry)
- MacLaren, Donald Roderick
- MacLeod, Merlin William (Mac)
- May, Wilfrid Reid (Wop)
- May, William Sidney
- McCall, Fred Robert Gordon
- McConachie, George William Grant
- McCurdy, John Alexander Douglas
- McGregor, Gordon Roy
- McLean, Alexander Daniel (Dan)
- McLeod, Alan Arnett
- McMillian, Stanley Ransom (Stan)
- McMullen, Archibald Major (Archie)
- McNair, Robert Wendell (Buck)
- Michaud, Almer Leonard (Al)
- Middleton, Robert Bruce
- Moar, Jack
- Munro, Raymond Alan
- Mynarski, Andrew Charles (Andy)
- Neal, George Arthur
- Newson, William Francis Montgomery (Bill)
- Oaks, Harold Anthony (Doc)
- Orr, Marion Alice Powell
- Palmer, John Ender (Jock)
- Phillips, George Hector Reid
- Phipps, Welland Wilfrid (Weldy)
- Plant, John Lawerence
- Reid, Thomas Mayne (Pat)
- Reilly, John Hardisty (Jack)
- Reilly, Moretta Fenton Beall (Molly)
- Richardson, James Armstrong
- Russell, Frank Walter
- Sanderson, William John (Jack)
- Seagrim, Herbert Walter (Herb)
- Seymour, Murton Adams
- Showler, John Gavin (Jack)
- Siers, Thomas William (Tommy)
- Sims, Arthur George (Tim)
- Sloan, John Charles (Jaycee)
- Stedman, Ernest Walter
- Sutherland, Alexander Mackay (Mickey)
- Tomlinson, Samuel Anthony (Sammy)
- Tripp, Leonard John (Len)
- Tudhope, John Henry (Tuddy)
- Turnbull, Wallace Rupert
- Turner, Percival Stanley (Stan)
- Vachon, Joseph Pierre Romeo
- Vanhee, Achille (Archie)
- Williams, Thomas Frederic (Tommy)
- Wilson, Arthur Haliburton
- Wilson, John Armistead
- Woollett, Walter 'Babe'
- Yorath, Dennis Kestell
- Young, Franklin Inglee (Frank)

Le prix 2009 de l’Ordre de Polaris, le prix de l’aviation, revient à D. J. (Don) Douglas. M. Douglas a fait la promotion du transport aérien dans le Nord et s’est efforcé de chercher des solutions à des questions importantes touchant le transport aérien au Yukon.

## Sources et références
1. ↑  Le prix 2009 de l’Ordre de Polaris, le prix de l’aviation, revient à D. J. (Don) Douglas. M. Douglas a fait la promotion du transport aérien dans le Nord et s’est efforcé de chercher des solutions à des questions importantes touchant le transport aérien au Yukon.